# Tiszabezdéd
Tiszabezdéd är en ort i Ungern.   Den ligger i provinsen Szabolcs-Szatmár-Bereg, i den nordöstra delen av landet, 250 km öster om huvudstaden Budapest. Tiszabezdéd ligger 102 meter över havet och antalet invånare är 2 054.
Terrängen runt Tiszabezdéd är mycket platt. Runt Tiszabezdéd är det ganska tätbefolkat, med 56 invånare per kvadratkilometer. Närmaste större samhälle är Kisvárda, 17,4 km söder om Tiszabezdéd. Omgivningarna runt Tiszabezdéd är en mosaik av jordbruksmark och naturlig växtlighet.